# Chip Taylor
Chip Taylor (Yonkers, 1940. március 21. –) amerikai énekes, dalszerző. Angelina Jolie és James Haven nagybátyja, Jon Voight színész testvéröccse.
Profi golfozóvá válása nem sikerült, így a zeneipar felé fordult. Pályafutása az 50-es évek végén kezdődött rockabilly felvételekkel. A 60-as években vált igazán ismertté a Jimi Hendrix által játszott „Wild Thing” zeneszerzőjeként.

## Pályakép
Neve számos dal (így például az „Angel of the Morning“, vagy a „Wild Thing“) lemezborítóján ott van. Több híres személy is köszönhet neki sikereket. Így pl. a Troggs együttes, Merrilee Rush és a Turnabouts, P.P. Arnold, Janis Joplin, Juice Newton, Anne Murray, Ace Frehley, Jimi Hendrix, Chrissie Hynde, Linda Ronstadt, Emmylou Harris.

## Lemezek
- 1971: Gasoline
- 1974: Chip Taylor's Last Chance
- 1974: Some of Us
- 1975: This Side of the Big River
- 1975: Early Sunday Morning
- 1975: Me as I Am
- 1976: Somebody Shoot out of the Jukebox
- 1979: Saint Sebastian
- 1996: Hit Man
- 1997: The Living Room Tapes
- 1999: Seven Days in May... A Love Story
- 2000: The London Sessions Bootleg
- 2001: Black and Blue America
- 2002: Let's Leave This Town
- 2005: Red Dog Tracks
- 2006: Unglorious Hallelujah / Red, Red Rose and Other Songs
- 2008: New Songs of Freedom
- 2008: Songs from a Dutch Tour
- 2008: Live from the Ruhr Triennale October 2005
- 2008: Angels & Gamblers: Best of 1971-1979
- 2009: Yonkers, NY
- 2011: Rock & Roll Joe
- 2011: Golden Kids Rules
- 2012: F..k All the Perfect People
- 2013: Block Out the Sirens of This Lonely World
- 2014:  The Little Prayers Trilogy
- 2016: Little Brothers
- 2016: I'll Carry for You
- 2017: A Song I Can Live With

## Díjak
- Grammy-díj jelölés (2011)[4]
- Songwriters Hall of Fame (2016)